# Пьяный Силен (ван Дейк)
«Пьяный Силен» (англ. Drunken Silenus) — картина голландского живописца Антониса ван Дейка. Сюжетом послужил банкет мифологических силенов и вакханок. Картина хранится в художественных фондах Галереи старых мастеров в Дрездене.

## История создания
Картина была создана девятнадцатилетним Антонисом ван Дейком в период пребывания и работы в Антверпене, мастерская Рубенса. Тема и сюжет также были позаимствованы с картины Рубенса «Пьяный Силен» (1618). Однако многие исследователи склонны считать, что по сравнению с Рубенсом Ван Дейк потерял стихийную полноту чувств при передаче образов. Другая группа исследователей считает, что «Пьяный Силен» — это продукт творчества Франса Снейдерса и Антониса ван Дейка, где первый написал листву, а второй выполнил фигуры. Также, существует еще один вариант картины со сходным сюжетом, которую приписывают к возможной работе кисти Антониса ван Дейка.

## Сюжет картины
Главным персонажем был выбран Силен — греческий демон плодородия из свиты Бахуса. Антонис ван Дейк при написании картины выбрал стиль изображения мифических силенов и вакханок не как аморфных внеземных существ, а с физическими телами и пороками, присущими людям. Автор отобразил момент, когда пиршество подошло к концу и сильно опьяневшего Силена выводят под руки фавн и молодая вакханка. Пристальный взгляд последних друг на друга словно намекает на то, что захмелевший силен будет оставлен, а они предадутся любовным утехам.

## Описание
Картина была выполнена в стиле барокко. Это станковая живопись масляными красками, материал холста — натуральный хлопок. Типизация картины по форме — вертикальная. Главный персонаж, Силен, помещён в центре, формат по бедра, поворот в четверть.